# Pseudoprosopis bampsiana
Pseudoprosopis bampsiana är en ärtväxtart som beskrevs av Stanisław Lisowski. Pseudoprosopis bampsiana ingår i släktet Pseudoprosopis och familjen ärtväxter. Inga underarter finns listade i Catalogue of Life.